# Ганна Яґелонка (1515–1520)
Ганна Яґелонка (1 липня 1515 — 8 травня 1520, Краків) — польська княжна, друга донька короля Польщі і Великого князя Литовського і Руського Сигізмунда І та його першої дружини Барбари Запольської.

## Життєпис
Народилася 1 липня 1515 року. Друга донька польського короля і Великого князя Литовського і Руського Сигізмунда I Старого і Барбари Запольської, доньки короля Угорщини і Хорватії Яноша I. Дідусь і бабуся по батькові були Казимир ІV і Єлизавета Габсбург; дідусь і бабуся по материнській лінії були угорським палатином Стефаном Запольським і княжною Ядвіґою Тешенською. 
Її старша сестра Ядвіґа Яґелонка 1535 р. вийшла заміж за курфюрста Йоахіма Бранденбурзького. 
Княжна Ганна була напівсиротою з трьох місяців, оскільки її мати несподівано померла в жовтні 1515 року. Її батько одружився вдруге 1518 року, за рекомендацією імператора Священної Римської імперії Максиміліана I з міланською принцесою Боною Сфорцею, від якої мав шестеро дітей. Ганна Яґелонка померла 8 травня 1520 року, за два місяці до свого п'ятого дня народження. Похована у Кракові 25 травня.